# نبردناو کلاس نوادا
نبردناو کلاس نوادا (به انگلیسی: Nevada-class battleship) یک کلاس از کشتی است.